# 王傚
王傚，山西省平定直隸州人，清朝政治人物、進士出身。
光緒六年（1880年），参加庚辰科殿試，登進士二甲第85名。同年五月，授吏部主事。